# Ідбюон
Ідбюон  (швед. Idbyån) — мала річка на півночі Швеції, у лені Вестерноррланд. Площа басейну  — 222,4 км² (222,5 м²).
Більшу частину басейну річки — 84,6% — займають ліси, території сільськогосподарського призначення займають 6,1%, болота — 4,2%, поверхня річок і озер — 4,4%, інше — 0,7%.